# Astralium rotularium
Astralium rotularium là một loài ốc biển thuộc họ Turbinidae. 

## Mô tả
Kích thước vỏ của loài này dao động từ 25 mm đến 50 mm.

## Phân bổ
Loài ốc biển này là loài đặc hữu của Úc và xuất hiện ngoài khơi Lãnh thổ phía Bắc, Queensland và Tây Úc